# Gran Premio della Malesia
Il Gran Premio della Malesia è stata una gara automobilistica di Formula 1 che si è svolta dal 1999 al 2017 sul Circuito di Sepang, a breve distanza dalla capitale della Malaysia Kuala Lumpur, nella penisola della Malacca in zona semi-equatoriale.

## Storia

### Prima della Formula 1
La prima corsa automobilistica in Malesia si svolse nel 1924 a Kuala Lumpur, promossa dall'Automobile Club del Selangor.
Tra il 1962 e il 1965 vennero corsi Gran Premi della Malesia di Formula 2  sul Circuito di Thomson Road a Singapore, nel periodo in cui la città faceva ancora parte della Federazione della Malesia. Dopo l'indipendenza Singapore ospitò altri Gran Premi (con la denominazione Gran Premio di Singapore) fino al 1973 e di nuovo dal 2008.
La Malesia continuò a ospitare altre gare automobilistiche sul Circuito di Shah Alam tra il 1968 e il 1995, sia di Formula Tasman (1968-1972), sia di Formula Pacific (1973-1974, 1978-1982), che Formula Atlantic (1975), Formula 2 (1977) e Formula Holden (1995).

### La Formula 1
La prima edizione valida quale prova del Campionato mondiale di Formula 1 fu quella del 1999. Il gran premio vide il rientro di Michael Schumacher dopo alcune gare in seguito all'incidente patito nel Gran Premio di Silverstone. La gara venne vinta da Eddie Irvine, compagno del tedesco alla Scuderia Ferrari, che si portò così in testa al campionato piloti. Nelle verifiche tecniche però le due vetture di Maranello vennero inizialmente considerate irregolari; ciò avrebbe consegnato il titolo piloti Mika Häkkinen e quello costruttori alla McLaren. Il 23 ottobre 1999 la FIA ribaltò la prima decisione, mantenendo così aperta la lotta per il mondiale.
L'edizione 2009 è stata interrotta per la pioggia battente dopo un'ora circa di gara regolare, vinta da Jenson Button, che ha ottenuto la metà dei punti a causa del mancato raggiungimento del 75% di giri effettuati sul totale. È la prima volta che ciò succede in Malesia e ciò è dovuto al posticipo dell'inizio della gara alle 17, in un periodo dell'anno in cui alla sera i temporali forti sono abbastanza frequenti.
Per evitare che la gara corra nuovamente un rischio di questo tipo è stato deciso che dal 2010 l'orario di partenza venga anticipato alle 16.00.
Il 7 aprile 2017 viene annunciato che l'edizione 2017 del Gran Premio sarà l'ultima in programma nel calendario iridato. Il contratto tra gli organizzatori della gara e quelli del mondiale sarebbe scaduto dopo l'edizione 2018, ma le parti hanno deciso di chiudere il rapporto con un anno d'anticipo per via delle difficoltà finanziarie.

## Sponsor
Storico sponsor della gara è la compagnia petrolifera malese Petronas che ha rinnovato l'accordo con gli organizzatori fino al 2015.

## Albo d'oro

### Gare non valide per il mondiale di Formula 1
| Anno        | Tipo             | Circuito      | Pilota                   | Vettura        | Resoconto     |
| ----------- | ---------------- | ------------- | ------------------------ | -------------- | ------------- |
| 1962        |                  | Singapore     | Yong Nam Kee             | Jaguar         | Resoconto     |
| 1963        |                  | Singapore     | Albert Poon              | Lotus          | Resoconto     |
| 1964        |                  | Singapore     | Cancellata dopo le prove |                |               |
| 1965        |                  | Singapore     | Albert Poon              | Lotus          | Resoconto     |
| 1966 - 1967 | Non disputato    | Non disputato | Non disputato            | Non disputato  | Non disputato |
| 1968        | Formula Tasman   | Shah Alam     | Hengkie Iriawan          | Elfin-Ford     | Resoconto     |
| 1969        | Formula Tasman   | Shah Alam     | Tony Maw                 | Elfin-Ford     | Resoconto     |
| 1970        | Formula Tasman   | Shah Alam     | John MacDonald           | Brabham-Ford   | Resoconto     |
| 1971        | Formula Tasman   | Shah Alam     | John MacDonald           | Brabham-Ford   | Resoconto     |
| 1972        | Formula Tasman   | Shah Alam     | Harvey Simon             | Elfin-Ford     | Resoconto     |
| 1973        | Formula Pacific  | Shah Alam     | Sonny Rajah              | March-Ford     | Resoconto     |
| 1974        | Formula Pacific  | Shah Alam     | John MacDonald           | Ralt-Ford      | Resoconto     |
| 1975        | Formula Atlantic | Shah Alam     | John MacDonald           | Ralt-Ford      | Resoconto     |
| 1976        | Non disputato    | Non disputato | Non disputato            | Non disputato  | Non disputato |
| 1977        | Formula 2        | Shah Alam     | Patrick Tambay           | March-BMW      | Resoconto     |
| 1978        | Formula Pacific  | Shah Alam     | Graeme Lawrence          | March-Ford     | Resoconto     |
| 1979        | Formula Pacific  | Shah Alam     | Kenny Smith              | March-Ford     | Resoconto     |
| 1980        | Formula Pacific  | Shah Alam     | Steve Millen             | Ralt-Ford      | Resoconto     |
| 1981        | Formula Pacific  | Shah Alam     | Andrew Miedecke          | Ralt-Ford      | Resoconto     |
| 1982        | Formula Pacific  | Shah Alam     | Andrew Miedecke          | Ralt-Ford      | Resoconto     |
| 1983 - 1994 | Non disputato    | Non disputato | Non disputato            | Non disputato  | Non disputato |
| 1995        | Formula Holden   | Shah Alam     | Paul Stokell             | Reynard-Holden | Resoconto     |

### Gare valide per il mondiale di Formula 1
| Anno | Circuito | Pilota               | Vettura            | Resoconto |
| ---- | -------- | -------------------- | ------------------ | --------- |
| 1999 | Sepang   | Eddie Irvine         | Ferrari            | Resoconto |
| 2000 | Sepang   | Michael Schumacher   | Ferrari            | Resoconto |
| 2001 | Sepang   | Michael Schumacher   | Ferrari            | Resoconto |
| 2002 | Sepang   | Ralf Schumacher      | Williams-BMW       | Resoconto |
| 2003 | Sepang   | Kimi Räikkönen       | McLaren-Mercedes   | Resoconto |
| 2004 | Sepang   | Michael Schumacher   | Ferrari            | Resoconto |
| 2005 | Sepang   | Fernando Alonso      | Renault            | Resoconto |
| 2006 | Sepang   | Giancarlo Fisichella | Renault            | Resoconto |
| 2007 | Sepang   | Fernando Alonso      | McLaren-Mercedes   | Resoconto |
| 2008 | Sepang   | Kimi Räikkönen       | Ferrari            | Resoconto |
| 2009 | Sepang   | Jenson Button        | Brawn-Mercedes     | Resoconto |
| 2010 | Sepang   | Sebastian Vettel     | Red Bull-Renault   | Resoconto |
| 2011 | Sepang   | Sebastian Vettel     | Red Bull-Renault   | Resoconto |
| 2012 | Sepang   | Fernando Alonso      | Ferrari            | Resoconto |
| 2013 | Sepang   | Sebastian Vettel     | Red Bull-Renault   | Resoconto |
| 2014 | Sepang   | Lewis Hamilton       | Mercedes           | Resoconto |
| 2015 | Sepang   | Sebastian Vettel     | Ferrari            | Resoconto |
| 2016 | Sepang   | Daniel Ricciardo     | Red Bull-TAG Heuer | Resoconto |
| 2017 | Sepang   | Max Verstappen       | Red Bull-TAG Heuer | Resoconto |

## Statistiche
Le statistiche si riferiscono alle sole edizioni valide per il campionato del mondo di Formula 1 e sono aggiornate al Gran Premio della Malesia 2017.

### Vittorie per pilota
| Pos. | Pilota               | Vittorie |
| ---- | -------------------- | -------- |
| 1    | Sebastian Vettel     | 4        |
| 2    | Michael Schumacher   | 3        |
| =    | Fernando Alonso      | 3        |
| 4    | Kimi Räikkönen       | 2        |
| 5    | Eddie Irvine         | 1        |
| =    | Ralf Schumacher      | 1        |
| =    | Giancarlo Fisichella | 1        |
| =    | Jenson Button        | 1        |
| =    | Lewis Hamilton       | 1        |
| =    | Daniel Ricciardo     | 1        |
| =    | Max Verstappen       | 1        |

### Vittorie per costruttore
| Pos. | Costruttore | Vittorie |
| ---- | ----------- | -------- |
| 1    | Ferrari     | 7        |
| 2    | Red Bull    | 5        |
| 3    | McLaren     | 2        |
| =    | Renault     | 2        |
| 5    | Williams    | 1        |
| =    | Brawn       | 1        |
| =    | Mercedes    | 1        |

### Vittorie per motore
| Pos. | Motore    | Vittorie |
| ---- | --------- | -------- |
| 1    | Ferrari   | 7        |
| 2    | Renault   | 5        |
| 3    | Mercedes  | 4        |
| 4    | Tag Heuer | 2        |
| 5    | BMW       | 1        |

### Pole position per pilota
| Pos. | Pilota               | Pole |
| ---- | -------------------- | ---- |
| 1    | Michael Schumacher   | 5    |
| =    | Lewis Hamilton       | 5    |
| 3    | Fernando Alonso      | 2    |
| =    | Felipe Massa         | 2    |
| =    | Sebastian Vettel     | 2    |
| 6    | Giancarlo Fisichella | 1    |
| =    | Jenson Button        | 1    |
| =    | Mark Webber          | 1    |

### Pole position per costruttore
| Pos. | Costruttore | Pole |
| ---- | ----------- | ---- |
| 1    | Ferrari     | 7    |
| 2    | Mercedes    | 4    |
| 3    | Renault     | 3    |
| =    | Red Bull    | 3    |
| 5    | Brawn       | 1    |
| =    | McLaren     | 1    |

### Pole position per motore
| Pos. | Motore   | Pole |
| ---- | -------- | ---- |
| 1    | Ferrari  | 7    |
| 2    | Renault  | 6    |
| =    | Mercedes | 6    |

### Giri veloci per pilota
| Pos. | Pilota             | GPV |
| ---- | ------------------ | --- |
| 1    | Michael Schumacher | 2   |
| =    | Mika Häkkinen      | 2   |
| =    | Juan Pablo Montoya | 2   |
| =    | Mark Webber        | 2   |
| =    | Kimi Räikkönen     | 2   |
| =    | Lewis Hamilton     | 2   |
| =    | Nico Rosberg       | 2   |
| 8    | Fernando Alonso    | 1   |
| =    | Nick Heidfeld      | 1   |
| =    | Jenson Button      | 1   |
| =    | Sergio Pérez       | 1   |
| =    | Sebastian Vettel   | 1   |

### Giri veloci per costruttore
| Pos. | Costruttore | GPV |
| ---- | ----------- | --- |
| 1    | McLaren     | 5   |
| 2    | Mercedes    | 3   |
| =    | Ferrari     | 3   |
| 4    | Williams    | 2   |
| =    | Red Bull    | 2   |
| 6    | Renault     | 1   |
| =    | BMW Sauber  | 1   |
| =    | Brawn       | 1   |
| =    | Lotus       | 1   |

### Giri veloci per motore
| Pos. | Motore   | GPV |
| ---- | -------- | --- |
| 1    | Mercedes | 9   |
| 2    | Renault  | 4   |
| 3    | BMW      | 3   |
| =    | Ferrari  | 3   |

### Podi per pilota
| Pos. | Pilota               | Podi |
| ---- | -------------------- | ---- |
| 1    | Lewis Hamilton       | 6    |
| 2    | Michael Schumacher   | 5    |
| =    | Fernando Alonso      | 5    |
| =    | Sebastian Vettel     | 5    |
| 5    | Jenson Button        | 4    |
| =    | Nico Rosberg         | 4    |
| 7    | Rubens Barrichello   | 3    |
| =    | Kimi Räikkönen       | 3    |
| =    | Nick Heidfeld        | 3    |
| 10   | David Coulthard      | 2    |
| =    | Juan Pablo Montoya   | 2    |
| =    | Mark Webber          | 2    |
| =    | Daniel Ricciardo     | 2    |
| =    | Max Verstappen       | 2    |
| 15   | Mika Häkkinen        | 1    |
| =    | Eddie Irvine         | 1    |
| =    | Ralf Schumacher      | 1    |
| =    | Jarno Trulli         | 1    |
| =    | Giancarlo Fisichella | 1    |
| =    | Robert Kubica        | 1    |
| =    | Heikki Kovalainen    | 1    |
| =    | Timo Glock           | 1    |
| =    | Sergio Pérez         | 1    |

### Podi per costruttore
| Pos. | Costruttore | Podi |
| ---- | ----------- | ---- |
| 1    | Ferrari     | 13   |
| 2    | Red Bull    | 10   |
| 3    | McLaren     | 9    |
| 4    | Mercedes    | 8    |
| 5    | Renault     | 5    |
| 6    | Williams    | 4    |
| 7    | Toyota      | 2    |
| =    | BMW Sauber  | 2    |
| 9    | BAR         | 1    |
| =    | Honda       | 1    |
| =    | Brawn       | 1    |
| =    | Sauber      | 1    |

### Podi per motore
| Pos. | Motore    | Podi |
| ---- | --------- | ---- |
| 1    | Mercedes  | 18   |
| 2    | Ferrari   | 14   |
| 3    | Renault   | 11   |
| 4    | BMW       | 6    |
| 5    | Tag Heuer | 4    |
| 6    | Honda     | 2    |
| =    | Toyota    | 2    |

### Punti per pilota
| Pos. | Pilota             | Punti |
| ---- | ------------------ | ----- |
| 1    | Sebastian Vettel   | 127   |
| 2    | Lewis Hamilton     | 116   |
| 3    | Fernando Alonso    | 88    |
| 4    | Nico Rosberg       | 75.5  |
| 5    | Kimi Räikkönen     | 66    |
| 6    | Mark Webber        | 63.5  |
| 7    | Jenson Button      | 54    |
| 8    | Felipe Massa       | 52    |
| 9    | Michael Schumacher | 51    |
| 10   | Max Verstappen     | 49    |

### Punti per costruttore
| Pos. | Costruttore | Punti |
| ---- | ----------- | ----- |
| 1    | Red Bull    | 243.5 |
| 2    | Ferrari     | 237   |
| 3    | Mercedes    | 164   |
| 4    | McLaren     | 145   |
| 5    | Williams    | 90,5  |
| 6    | Renault     | 80    |
| 7    | Force India | 50    |
| 8    | Sauber      | 33    |
| 9    | Toyota      | 25,5  |
| 10   | Lotus       | 24    |

### Punti per motore
| Pos. | Motore    | Punti |
| ---- | --------- | ----- |
| 1    | Mercedes  | 396   |
| 2    | Renault   | 279,5 |
| 3    | Ferrari   | 272   |
| 4    | Tag Heuer | 83    |
| 5    | BMW       | 59    |
| 6    | Honda     | 33    |
| 7    | Toyota    | 26    |
| 8    | Ford      | 6     |
| 9    | Petronas  | 5     |
| =    | Cosworth  | 5     |